# Palpimanidae
Los palpimánidos (Palpimanidae) son  una familia de arañas araneomorfas, que forman parte de la superfamilia de los palpimanoideos (Palpimanoidea), junto a Huttoniidae y Stenochilidae.
En lugar de las habituales seis hileras, los palpimánidos tienen dos. Su primer par de patas son  muy largas. Todas las especies produeixen seda no cribelada.
Las arañas de la familia Palpimanidae se reconocen fácilmente por las modificaciones en el primer par de 
patas, con la patela alargada, el fémur expandido en sentido dorsoventral y con una escópula muy conspicua en las caras prolaterales de las tibias, metatarsos y tarsos (Platnick, 1975)

## Distribución
Se encuentran en Sur América, África, Sureste de Asia, China, y cuentan con algunas especies en el Mediterráneo y una en Uzbekistán.

## Sistemática
Con la información recogida hasta el 31 de diciembre de 2011, Palpimanidae cuenta con 131 especies descritas comprendidas en 15 géneros.
La categoritzación en subfamilias sigue las propuestas de Joel Hallan en su  Biology Catalog.

### Chediminae
- Badia Roewer, 1961 (Senegal)
- Boagrius Simon, 1893 (África, Sur de Asia)
- Chedima Simon, 1873 (Marruecos)
- Diaphorocellus Simon, 1893 (África)
- Hybosida Simon, 1898 (África, Seychelles)
- Sarascelis Simon, 1887 (África, India, Malasia)
- Scelidocteus Simon, 1907 (África)
- Scelidomachus Pocock, 1899 (Socotra)
- Steriphopus Simon, 1887 (Birmania, Seychelles, Sri Lanka)

### Otiothopinae
Platnick, 1999
- Anisaedus Simon, 1893 (Sur América, África)
- Fernandezina Birabén, 1951 (Sur América)
- Notiothops Platnick, Grismado & Ramírez, 1999 (Chile)
- Otiothops MacLeay, 1839 (Sur América, Cuba)

### Palpimaninae
Thorell, 1870
- Ikuma Lawrence, 1938 (Namíbia)
- Palpimanus Dufour, 1820 (Mediterráneo, África, Sur América, India, Uzbekistán)